# Фэт-феминизм

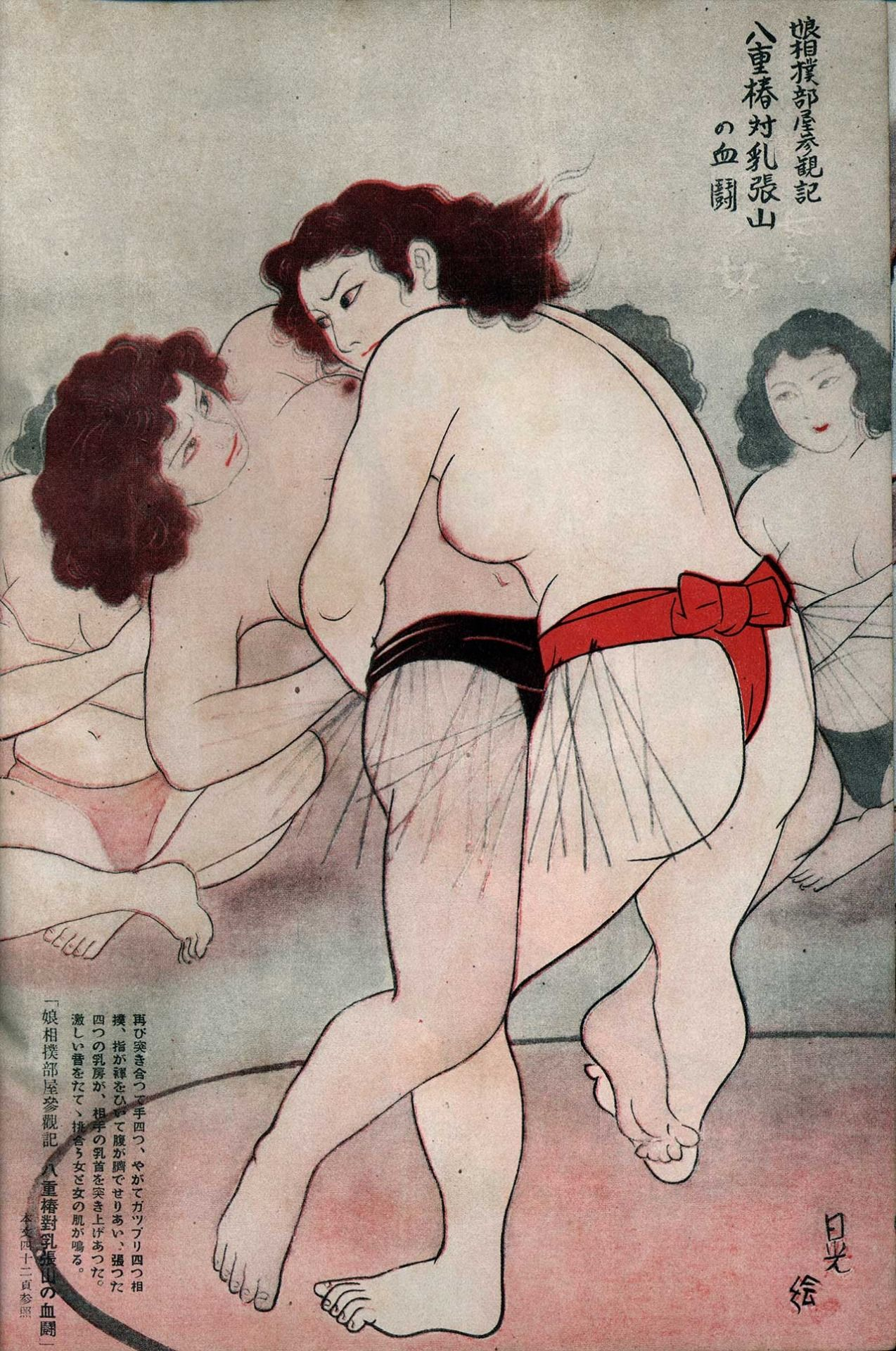
Борцы женского сумо.
В современности существует сексистская традиция, запрещающая женщинам вход на площадку для сумо — дохё.

Фэт-фемини́зм, в дословном переводе «жирный феминизм» (из англ. fat feminism) — социальное движение, тесно связанное с бодипозитивом, которое включает феминистские темы равенства, социальной справедливости и культурного анализа, основанного на весе женщины или небинарной феминной личности. Эта ветвь феминизма стремится побороть женоненавистничество и сексизм, а также навязанные массовой культурой стандарты женской красоты. Фэт-феминистки выступают за бодипозитивное восприятие всех тел, независимо от их веса, а также за устранение предубеждений, с которыми прямо или косвенно сталкиваются полные люди. Фэт-феминистки зародились во время третьей волны феминизма и связаны с движением за принятие полноты. Значительная часть бодипозитива в третьей волне была сосредоточена на принятии и возвращении женственности, например, ношении макияжа и высоких каблуков, хотя вторая волна боролась против этих вещей. Современный фэт-феминизм работает над развенчанием деспотических структур, обладающих возможностью дискриминировать полные, ЛГБТ+, не белые, инвалидизированные и другие не гегемонистические тела. Он охватывает широкий круг тем, таких как культура питания, фэтфобия, репрезентация в СМИ, эйблизм и дискриминация при приёме на работу.

## История движения
Многие проявления фэт-феминизма зародились в конце 1960-х годов в США, но все же он чаще рассматриваются как продукт феминизма третьей волны. Когда фэт-феминистки не получили поддержки со стороны Национальной организации женщин, они основали новые организации, пропагандирующие принятие тел разных размеров, такие как «Fat Underground», Первая рабочая группа по образу тела в 1964 году и Национальная ассоциация по принятию полного тела в 1969 году. Кроме того, статья Лью Лудербака «Больше людей должны быть толстыми!» был опубликован в The Saturday Evening Post в 1967 году.
В 1973 году Вивиан Майер и Джуди Фриспирит выпустили «Манифест освобождения жира», в котором дискриминация по размеру описывалась как сексизм. Их усилия были встречены неоднозначной реакцией в течение того десятилетия, когда в моду вошли очень худые модели, такие как Твигги. Некоторые феминистки, такие как Глория Стайнем и Джейн Фонда, считали, что избегание черт «женственности», таких как женские формы, необходимо для принятия в общество, где доминируют мужчины.
Книга Сьюзи Орбах «Толстый — феминистский вопрос», которую многие считают первой фэт-феминистской книгой, была опубликована в 1978 году.

## Пересечения с другими ветвями феминизма

### Фэт-феминизм и права цветных женщин
Пересечение расовой, гендерной и телесной дискриминации означает, что полные цветные женщины испытывают дискриминацию иначе, чем белые женщины. Говоря о движении фэт-феминисток, цветных женщин часто упускают из вида, и некоторые полагают, что причиной этого являются белые привилегии. Маргарита Росси считает, что ненависть к полным людям часто используется для защиты расизма и наоборот, в результате чего толстые цветные женщины сталкиваются с уникальными пересечениями насилия, экономической дискриминации и враждебности со стороны мейнстримной культуры. Хотя многие цветные женщины часто не считают избыточный вес синонимом непривлекательности. Они также заявляют, что крупные цветные женщины используют свой вес и личный стиль как способ противостоять доминирующим стандартам красоты, которые были определены исторически по стандартам белых. Эти проявления могут включать в себя наличие натуральных волос или дредов для афро-американских женщин, а также принятие более крупных и пышных фигур.
Исследования показывают, что цветные женщины, а также цветные сообщества в целом, могут считать более привлекательными типы телосложения, отличные от стандартов белой красоты. Однако, поскольку цветных женщин часто исключают из боди-позитивных движений и движений за принятие тела, многие обратились к социальным сетям как к способу включиться в дискуссию.
Некоторые полные цветные женщины сопротивляются доминирующим стандартам красоты, создавая возможности для принятия полных женщин любой идентичности. Полные цветные женщины стараются противостоять фетишизации мужского вожделения и тем, кто дает непрошенные советы по здоровью. В то же время активистки создают позитивное и принимающее пространство для себя.
Эта тема также пересекается с областью исследований СМИ в оценке репрезентации, потому что цветные люди часто исполняют стереотипные роли в СМИ. Согласно исследованию лишь 14 % героев на телевидении в 2018 в прайм-тайм были женщин с избыточным весом, и ещё меньше были представлены цветные женщины с лишним весом.

### Пересечение с Квир-исследованиями
Анализ Росси также применим к квир-феминизму в том смысле, что квир и полные люди, особенно цветные, испытывают различные уровни социальной и институциональной дискриминации. Росси считает, что это часто является результатом предубеждений против ожирения, которые также нацелены на гомосексуальных и цветных людей с лишним весом. Например, Бьянка Д. М. Уилсон поделилась опытом, что посторонние люди часто предполагают, что её ждет ранняя смерть из-за размеров её тела. А затем сравнивают эти результаты с вероятностью её смерти из-за её положения цветной квир-женщины. Это усиливает фобию, нацеленную на маргинализированные тела. Фэтфобия и гомофобия однозначно взаимосвязаны.
Многие из авторов книги «Тень на канате: сочинения женщин о подавлении ожирения» (1983) — лесбиянки, и активисты вовлеченные в лесбийский феминизм. Считается, что их опыт лишнего веса отличается от опыта гетеросексуальных женщин, потому что это опыт комбинированной дискриминации по признаку пола, размеров тела и сексуальной ориентации.
Некоторые квир-индивиды не участвуют и не поддерживают фэт-феминизм, потому что утверждают, что социальные и культурные представления о размерах тела не изменяют представления о квир-опыте.

### Пересечение с исследованием людей с ограниченными возможностями
Некоторые ответвления бодипозитива исключают и игнорируют людей с ограниченными возможностями в своем активизме. В ответ такие люди, как Кеа Браун, запускают флэшмобы и хэштеги. Как например #disabledandcute, чтобы включить всех людей в фэт-феминизм. Точно так же люди с ограниченными возможностями и / или страдающие хроническими заболеваниями мало представлены в СМИ, а это означает, что такие активистские проекты, как хэштег Брауна, создают пространство для большого числа людей, чтобы помочь им построить позитивные отношения с собой и своим телом.

### Пересечение с медиа-исследованиями
СМИ играют большую роль как в создании, так и в воспроизводстве социокультурных ценностей в отношении тела. Анализ роли тела современной рекламе, показывает, что те, кого через одежду представляют идеалом, являются худыми женщинами, пользующимися гегемонией. Впоследствии, из-за ограниченного изображения тел в рекламе, могут возникнуть серьёзные проблемы со здоровым отношением к своему телу у людей, чья внешность не представлена в СМИ. Аналогичным образом, при оценке наличия рекламы диет в социальных сетях, исследования показывают, что влияние СМИ может побудить пользователей попытаться достичь тела, принимаемого в культуре. Это может привести к расстройствам пищевого поведения, небезопасной диете и другим формам нездорового поведения для похудения.
Здесь также прослеживается пересечение с феминизмом цветных женщин. При оценке качества и количества заметности цветных женщин, особенно полных цветных женщин, в основных средствах массовой информации, прослеживается очевидное неравенство.
Например, с 1999 по 2004 год обнаружено лишь небольшое увеличение количества цветных женщин, представленных в рекламе. Было показано 4,7 % женщин-латиноамериканок и 10,6 % чернокожих женщин, которые в целом плохо представлены в нестереотипных ролях. Можно также оценить видимость лиц с ограниченными возможностями в СМИ. В 2016 году 95 % персонажей с ограниченными возможностями в популярных телешоу играли дееспособные актёры.
Исследования средств массовой информации также позволили критиковать позитивную рекламу тела, такую как кампания бренда Dove «Настоящая красота». Это может свидетельствовать о неправильном использовании термина «бодипозитивность». Принимая во внимание силу влияния средств массовой информации на общественное сознание, позитивное изображение полных людей может начать вносить изменения в культурную ценностность худобы. Пока ещё недостаточно сделано, чтобы осуществить этот сдвиг.
Точно так же бодипозитивная реклама, как и реклама идеализированно худых тел, вызывает сильный эмоциональный отклик, как положительный, так и отрицательный.
Эти пересечения показывают мощь влияния средств массовой информации, которые обладают сильным потенциалом для изменения индивидуального поведения к лучшему или к худшему.

### Фэт-феминизм и образование
Травля — обычное явление в школах, и тем не менее, когда дело доходит до издевательств над размером тела, взрослые терпят, а иногда и поощряют этот вид травли. Ханна МакНинч в ходе собственного исследования в классе обнаружила, что школьная среда только способствует угнетению, которое испытывает полная молодежь. Включение физического воспитания и активности — первая тема, которую МакНинч заметила в своем исследовании, и многие студенты утверждали, что пытались похудеть, чтобы меньше выделяться. Второй аспект этой проблемы —возложение ответственности за травлю на жертву и её «ужасный образ жизни». Заключительная часть исследования МакНинч показала, что ученики, над которыми издевались из-за веса, могут продолжить этот цикл и стать инициаторами травли над другими людьми.

## Родственные теории
Теория, представленная Мишелем Фуко в его эссе «Имплантация перверсий», предполагает, что общество насаждает идеи в умы людей, люди в свою очередь создают отрасли, которые влияют на людей, контролируют их и их систему убеждений.
Это очень похоже на индустрию диет, созданную для того, чтобы помочь людям с избыточным весом стать «нормальными». Западное общество культивирует норму — быть худыми и подтянутыми, а не полными. Множество брендов и систем, такие как «Weight Watchers», «Nutrisystem», «DetoxTea» и варианты хирургических операций для похудения — все они насаждают культ худобы. Этим идеям противостоят фэт-феминистки и активисты движения за бодипозитив.
Лаура С. Браун, автор книги «Подавление жира и психотерапия», говорит, что лишний вес не является синонимом нездоровья. Стандарты тела, которые мы хотим применять к людям с избыточным весом, не являются естественными для этих людей и улучшают их здоровье. Считается, что булимия, анорексия, депрессия и тревожность могут быть вызваны стандартами навязываемыми обществом, они делают людей, им не соответствующих, социальными аутсайдерами.

## Связь размеров тела с феминизмом
Есть много причин, по которым большие размеры тела могут быть феминистской проблемой. Во-первых, «несколько американских исследователей здоровья и женских исследований объявили ожирение феминистской проблемой на том основании, что женщины, особенно цветные и бедные женщины, чаще, чем мужчины, страдают ожирением». Однако «ожирение» —это термин, придуманный медицинским сообществом, которое часто стремится разработать новые продукты и процедуры для устранения вызванной ими эпидемии. Точно так же демонизированные ими тела часто становятся мишенью для похудания.
Во-вторых, пересечение размера тела с расой и социально-экономическим статусом вызывает озабоченность в вопросах экологической политики. К этой второй причине относится и идея о том, что социально-экономический статус может создать недостаток доступа к свежим и качественным продуктам питания и товарам. Более того, было задокументировано, что некоторые женщины могут переедать, пытаясь не стать объектом мужской похоти, делая себя таким образом не подходящим объектом для мужских желаний.
Наконец, в основе фэт-феминизма лежит сочетание большого размера и женственности, потому что дискриминация и предрассудки часто возникают из-за пола и телосложения. Вышеупомянутые моменты, связывающие полноту с феминизмом, вращаются вокруг различных ощущений, которые тип телосложения может вызывать в сочетании с социально-экономическим статусом, расой, полом, сексуальной ориентацией и другими идентичностями.

## Критика
Критики фэт-феминизма заявляют, что у движения есть серьёзные проблемы, многие из которых связаны с изоляцией и односторонней репрезентацией. Одна из претензий заключается в том, что фэт-феминизм может привести к бодишеймингу и исключению людей с другим типом телосложения, поскольку исследования фэт-феминизма восхваляют полных девушек и критикуют худых. Другие критики фэт-феминизма и бодипозитивных движений заявили, что движения игнорируют людей, которые не являются белыми, полными и здоровыми женщинами. Это привело к тому, что представителей движения стали называть эйблистами, поскольку люди с ограниченными возможностями часто исключаются из доминирующего дискурса и активизма. Точно так же цветные женщины сталкиваются с теми же проблемами, поскольку они реже представлены в этом движении, чем белые женщины. Также недовольство вызывает исключение по признаку гендера, поскольку критики заявляют, что движения упускают из виду, как мужественность связана с размером тела, а проблемы мужчин с лишним весом представлены нечасто.
Такие учёные, как Эшли Краус и Амара Миллер, также прокомментировали, что термин «бодипозитивность» часто рассматривается как означающий принятие индивидуального тела и, как таковой, ничего не делает для демонтажа социальных структур, которые сильно влияют на негегемонистские тела. Из-за этой критики интерсекциональные фэт-феминистки, такие как Крэбб и другие влиятельные активистки, стали озвучивать, что движение за бодипозитив имеет прямую связь с фэт-феминизмом, и это нельзя игнорировать.